# Allamps
Allamps – miejscowość i gmina we Francji, w regionie Grand Est, w departamencie Meurthe i Mozela.
Według danych na rok 1990 gminę zamieszkiwało 515 osób, a gęstość zaludnienia wynosiła 71 osób/km² (wśród 2335 gmin Lotaryngii Allamps plasuje się na 581. miejscu pod względem liczby ludności, natomiast pod względem powierzchni na miejscu 812.).